# 후령군
후령군(厚寧君, 1419년 ~ 1450년 11월 18일(음력 10월 6일))은 태종의 11남이자 서7남이며 어머니는 숙의 이씨(淑儀 李氏)다.

## 가족관계
- 부 : 태종
- 모 : 숙의 이씨(淑儀 李氏)[1]
  - 정부인 : 무안군부인 평산 신씨(武安郡夫人 平山 申氏) - 영(令) 증 찬성(贈 贊成) 신경종(申敬宗)의 딸
    - 장녀 : 신정(申瀞, 1442 ~ 1482)의 처 - 신숙주의 아들
      - 손자 : 신영철(申永澈, 1471 ~ ?)
      - 손자 : 신영홍(申永洪)

  - 계부인 : 동양군부인 한양 조씨(東陽郡夫人 漢陽 趙氏)
    - 장남 : 정해도정(貞海都正) 이집(李緝)
    - 며느리 : 신부인 여흥 민씨 - 대호군(大護軍) 민전(閔悛)의 딸 
      - 손자 : 미원부정(迷原副正) 이범(李範)

    - (첩)며느리 : 양민 출신
      - 서손자 : 학림령(鶴林令) 이범영(李凡寧)
      - 서손자 : 서강령(西江令) 이범찬(李凡讚)
      - 서손자 : 서흥령(始興令) 이범준(李凡尊)
      - 서손자 : 다경령(多慶令) 이범돈(李凡敦)

    - 차남 : 암성수(巖城守) 이윤(李綸, ? ~ ?)
    - 며느리 : 신부인 청주 이씨 - 목사(牧使) 이숙견(李淑堅)의 딸 
      - 손자 : 백령부수(白翎副守) 이배(李培, 1480 ~ ?)
      - 손녀 : 김헌문(金獻文)의 처

    - (첩)며느리 : 어을운(於乙雲) - 노비 출신
      - 서손자 : 지산부령(砥山副令) 이돈(李墩, 1481 ~ ?)

    - 차녀 : 화순 배씨 배맹종(裵孟宗)의 처
      - 손자 : 배림(裵琳)

## 생애
- 이우 등에게 관직을 제수하다. ○以衧爲厚寧君 = 이우를 후령군으로[2] 봉 함
- 후령군(厚寧君) 이우(李衧)의 모친 이씨가 죽으니, 임금이 말하기를,“후령군의 모가 태종에게 쫓겨난 사람인데, 대군들이 복(服)을 입어야 하는가.[3]
- 후령군(厚寧君) 이간(李衦)이 졸하였다.[4] 이간은 태종(太宗)의 서자(庶子)로서 나이 12세에 군(君)에 봉(封)해지고 계자(階資)가 가정 대부(嘉靖大夫)이었는데, 이듬해에 예(例)대로 정1품에 올랐다. 이 때에 이르러 졸(卒)하니, 나이가 32세였다. 임금이 육선(肉膳)을 거두고 조회(朝會)와 저자[市]를 3일 동안 정지하고 치조(致弔)하고 치전(致奠)하여 예(禮)대로 장례하였다. 시호(諡號)를 ‘희도(僖悼)’라고 내려 주니, 소심(小心)하여 두려워하고 꺼리는 것을 희(僖)라 하고, 중년(中年)이 되어 일찍 죽은 것을 도(悼)라 한다. 아들이 없었다.